# Джонстонвілл (Каліфорнія)
Джонстонвілл (англ. Johnstonville) — переписна місцевість (CDP) в США, в окрузі Лассен штату Каліфорнія. Населення — 973 особи (2020).

## Географія
Джонстонвілл розташований за координатами 40°22′49″ пн. ш. 120°35′10″ зх. д. / 40.38028° пн. ш. 120.58611° зх. д. (40.380152, -120.586099).  За даними Бюро перепису населення США в 2010 році переписна місцевість мала площу 21,75 км², з яких 21,64 км² — суходіл та 0,11 км² — водойми.

## Демографія
Згідно з переписом 2010 року, у переписній місцевості мешкали 1024 особи в 370 домогосподарствах у складі 282 родин. Густота населення становила 47 осіб/км².  Було 395 помешкань (18/км²).
Расовий склад населення:
| - 90,7 % — білих - 1,6 % — корінних американців - 1,3 % — азіатів - 0,7 % — чорних або афроамериканців - 2,5 % — осіб інших рас |

До двох чи більше рас належало 3,2 %. Частка іспаномовних становила 7,1 % від усіх жителів.
За віковим діапазоном населення розподілялося таким чином: 28,3 % — особи молодші 18 років, 58,9 % — особи у віці 18—64 років, 12,8 % — особи у віці 65 років та старші. Медіана віку мешканця становила 39,9 року. На 100 осіб жіночої статі у переписній місцевості припадало 103,6 чоловіків;  на 100 жінок у віці від 18 років та старших — 96,8 чоловіків також старших 18 років.
Середній дохід на одне домашнє господарство  становив 76 431 долар США (медіана — 70 197), а середній дохід на одну сім'ю — 81 201 долар (медіана — 72 344). За межею бідності перебувало 18,9 % осіб, у тому числі 22,3 % дітей у віці до 18 років та 8,5 % осіб у віці 65 років та старших.
Цивільне працевлаштоване населення становило 512 особи. Основні галузі зайнятості: публічна адміністрація — 33,6 %, транспорт — 14,8 %, роздрібна торгівля — 11,5 %, освіта, охорона здоров'я та соціальна допомога — 9,4 %.